# مايك غارلاند
مايك غارلاند (بالإنجليزية: Mike Garland)‏ هو مدرب كرة سلة أمريكي، ولد في 31 مايو 1954.